# نفق يوبيلينوس
 نفق يوبيلينوس (بالإنجليزية: Tunnel of Eupalinos) و(باليونانية: Efpalinio orygma, Ευπαλίνειο  όρυγμα) هو نفق يتكون من 1,036 متر أي (3,399 قدم) في الطول يقع في جزيرة ساموس باليونان ويعتبر من أشهر المعالم السياحية. بُني هذا النفق (القناة) في القرن السادس قبل الميلاد كقناة لجر الماء. يعتبر هذا النفق ثاني أشهر الأنفاق المعروفة في التاريخ بسبب حفره من كلا الطرفين (باليونانية: αμφίστομον, amphistomon، أي "having two openings"). يعتبر هذا النفق من أشهر الأنفاق التي أُستخدم فيها المنهج القائم على استخدام الهندسة في أثناء بناءه.